# 拉泰里纳
拉泰里纳（義大利語：Laterina），原为意大利托斯卡纳大区阿雷佐省的一个市镇。总面积23.97平方公里，人口3593人，人口密度149.9人/平方公里（2009年）。ISTAT代码为051019。
2018年1月1日，拉泰里纳和佩尔吉内-瓦尔达诺市镇合并为新的拉泰里纳-佩尔吉内-瓦尔达诺市镇。拉泰里纳从而成为新市镇的一个分区。